# Liste de ponts de Bolivie
Cet article a pour objet de présenter une liste de ponts remarquables de Bolivie, tant par leurs caractéristiques dimensionnelles, que par leur intérêt architectural ou historique.
Elle est présentée sous forme de tableaux récapitulant les caractéristiques des différents ouvrages proposés, et peut-être triée selon les diverses entrées pour voir ainsi un type de pont particulier ou les ouvrages les plus récents par exemple. La seconde colonne donne la classification de l'ouvrage parmi ceux présentés, les colonnes Portée et Long. (longueur) sont exprimées en mètres et enfin Date indique la date de mise en service du pont.

## Ponts présentant un intérêt historique ou architectural
|               |   | Nom                               | Distinction                   | Long. | Type     | Voie portée Voie franchie | Date        | Localisation                                          | État              | Ref.  |
| ------------- | - | --------------------------------- | ----------------------------- | ----- | -------- | ------------------------- | ----------- | ----------------------------------------------------- | ----------------- | ----- |
| Puente Méndez | 1 | Pont Méndez                       |                               |       | Suspendu | Río Pilcomayo             | XIXe siècle | 19° 21′ 19,2″ S, 65° 10′ 38,8″ O                      | Chuquisaca Potosí | [ 1 ] |
|               | 2 | Pont international Horacio-Guzmán | Frontière Argentine - Bolivie | 31    |          | Río La Quiaca             | 1960        | Villazón - La Quiaca 22° 05′ 47,4″ S, 65° 35′ 46,5″ O | Potosí Argentine  |       |

## Grands ponts
Ce tableau présente les ouvrages ayant des portées supérieures à 100 mètres ou une longueur totale supérieure à 3 000 mètres (liste non exhaustive).
|  |   | Nom                          | Portée | Long. | Type                                                      | Voie portée Voie franchie           | Date | Localisation                             | Département           | Ref. |
|  | - | ---------------------------- | ------ | ----- | --------------------------------------------------------- | ----------------------------------- | ---- | ---------------------------------------- | --------------------- | ---- |
|  | 1 | Pont de Santa Rosa           | 130    |       | Haubané Tablier dalle béton, pylônes béton                | 38                                  | 1994 | 18° 43′ 20″ S, 64° 18′ 58,7″ O           | Chuquisaca Santa Cruz |      |
|  | 2 | Pont de Kantutani            | 113    | 233   | Extradossé Tablier caisson béton, pylônes béton 53+113+67 | Avenida Kantutani                   | 2010 | La Paz 16° 31′ 00″ S, 68° 07′ 11,8″ O    | La Paz                |      |
|  | 3 | Pont des Amériques (Bolivie) | 110    |       | Haubané Tablier dalle béton, pylônes béton                | Avenida del Poeta                   | 1993 | La Paz 16° 30′ 27,6″ S, 68° 07′ 22,2″ O  | La Paz                |      |
|  | 4 | Pont d'Orkojahuira           | 103    | 219   | Extradossé Tablier caisson béton, pylônes béton 50+103+65 | Avenida René Zavaleta               | 2010 | La Paz 16° 30′ 53,9″ S, 68° 06′ 55,3″ O  | La Paz                |      |
|  | 5 | Pont d'Alto Beni             |        | 616   | Poutre-caisson Béton précontraint                         | R3 Gral. Elizardo Aquino Rio La Paz |      | Sapecho 15° 33′ 32,5″ S, 67° 22′ 29,7″ O | La Paz                |      |